# フランソワ・マジャンディー

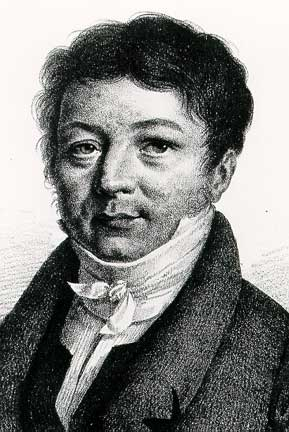
マジャンディ（1822年）

フランソワ・マジャンディー（François Magendie、1783年10月6日 - 1855年10月7日）はフランスの生理学者、医師。ボルドーで生まれた。1830年からコレージュ・ド・フランスで医学の教鞭を執った。ベル・マジャンディーの法則の発見で知られる。

## ベル・マジャンディーの法則
ベル・マジャンディーの法則は、脊髄神経の入出力に関して、求心性線維は脊髄後根から入り、遠心性線維は脊髄前根から出るという法則のことである。簡潔に言えば、運動神経は脊髄前根から出て、知覚神経は脊髄後根から入ることである。